# 魯西克波列
48°03′23″N 23°32′18″E / 48.05639°N 23.53833°E

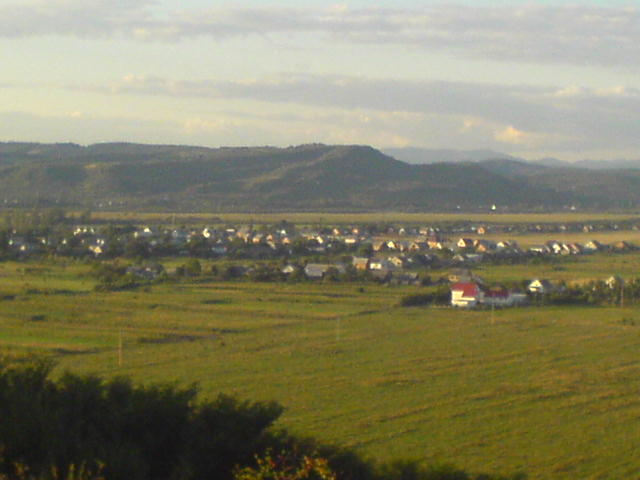

魯西克波列（烏克蘭語：Руське Поле）是位於烏克蘭西部外喀爾巴阡州裏佳奇夫區的村莊，面積44平方公里，海拔高度228米，2011年該城鎮人口6,834。